# Banjo
Banjo, tudi béndžo je afriško strunsko glasbilo iz družine brenkal kitarskega tipa. Ime banjo verjetno izvira iz 'bandore', kar v senegambščini pomeni bambusovo palico, iz katere je narejen vrat glasbila.
Trup je bobnič z napeto kožo ali pergamentom. To kožo lahko s posebnimi vijaki napenjamo ali popuščamo, zato je banjo edini glasbeni instrument, katerega resonančna frekvenca se lahko nastavi. 
Ima 4 do 9 (ali 2 × 4) strun, pogosto posebno melodijsko struno. Izdeluje se v raznih izvedbah, največ kot tenorski banjo. Ta se pogosto uporablja v jazzovskih bandih. 
Banjo je verjetno s sužnji prišel v južne države sedanjih ZDA.